# Oława (gemeente)
De gemeente Oława is een landgemeente in het Poolse woiwodschap Neder-Silezië, in powiat Oławski.
De zetel van de gemeente is in Oława.
Op 30 juni 2004 telde de gemeente 13 224 inwoners.

## Oppervlakte gegevens
In 2002 bedroeg de totale oppervlakte van gemeente Oława 233,98 km², waarvan:
- agrarisch gebied: 69%
- bossen: 21%

De gemeente beslaat 44,68% van de totale oppervlakte van de powiat.

## Demografie
Stand op 30 juni 2004:
| Omschrijving                   | Totaal | Totaal | Vrouwen | Vrouwen | Mannen | Mannen |
| ------------------------------ | ------ | ------ | ------- | ------- | ------ | ------ |
| eenheid                        | aantal | %      | aantal  | %       | aantal | %      |
| inwoners                       | 13 224 | 100    | 6706    | 50,7    | 6518   | 49,3   |
| bevolkingsdichtheid (inw./km²) | 56,5   | 56,5   | 28,7    | 28,7    | 27,9   | 27,9   |

In 2002 bedroeg het gemiddelde inkomen per inwoner 1431,16 zł.

## Władze gminy
- Wójt Gminy: Ryszard Wojciechowski
- Zastępca Wójta: Zbigniew Pryjda
- Sekretarz Gminy: Bronisława Kryk
- Przewodniczący Rady Gminy: Józef Witwicki

## Aangrenzende gemeenten
Czernica, Domaniów, Jelcz-Laskowice, Lubsza, Skarbimierz, Święta Katarzyna, Wiązów